# Bryaninops
Bryaninops – rodzaj ryb z rodziny babkowatych.

## Klasyfikacja
Gatunki zaliczane do tego rodzaju:
- Bryaninops amplus
- Bryaninops dianneae
- Bryaninops discus
- Bryaninops erythrops
- Bryaninops isis
- Bryaninops loki
- Bryaninops natans
- Bryaninops nexus
- Bryaninops ridens
- Bryaninops spongicolus
- Bryaninops tigris
- Bryaninops yongei